# Réunionstormvogel
De réunionstormvogel (Pseudobulweria aterrima) of Maskarenenstormvogel is een vogel uit de familie van de stormvogels en pijlstormvogels (Procellariidae). Het is een ernstig bedreigde, endemische vogelsoort op het eiland Réunion.

## Kenmerken
Deze stormvogel is 36 cm lang. Hij lijkt sterk op de verwante soorten Bulwers stormvogel en Jouanins stormvogel, allemaal middelgrote stormvogels. Deze soort is wat forser, met een zwaardere, zwarte snavel. De vogel is geheel chocoladebruin met een iets lichtere keel, zonder streep op de vleugel en een vrij korte staart.

## Verspreiding en leefgebied
Deze zeevogel komt alleen voor op en rond het eiland Réunion. Stormvogels verblijven overdag op zee en zij komen in de broedtijd pas 's nachts naar de nesten. De nesten zijn holen op kliffen in moeilijk toegankelijk gebieden en zijn daarom lastig te lokaliseren. Zij broeden rond december en de jongen vliegen tussen februari en maart uit. Jonge vogels worden relatief vaak gevonden als verkeersslachtoffer omdat zij worden aangetrokken door het licht van straatlantaarns.

## Status
De réunionstormvogel heeft een zeer klein verspreidingsgebied en daardoor is de kans op uitsterven aanwezig. De grootte van de populatie werd in 2013 door BirdLife International geschat op slechts een paar dozijn broedparen en de populatie-aantallen nemen af. De broedvogels worden gepredeerd door verwilderde katten en mangoesten. Ook stadsuitbreiding, want meer straatverlichting is een bedreiging. Om deze redenen staat deze soort als ernstig bedreigd (kritiek) op de Rode Lijst van de IUCN.